# Тори (посёлок)
То́ри (эст. Tori) — посёлок в волости Тори уезда Пярнумаа, Эстония.
До реформы местных самоуправлений Эстонии 2017 года был административным центром упразднённой волости Тори.

## География
Расположен в  юго-западной части Эстонии, на берегу реки Пярну, в 18 километрах к северо-востоку от уездного центра — города Пярну. Расстояние до волостного центра — города Синди —  14 километров. Высота над уровнем моря — 21 метр.

## Население
По данным переписи населения 2011 года, в посёлке проживали 457 человек, из них 449 (98,2 %) — эстонцы.
По состоянию на 1 января 2021 года в посёлке насчитывалось 437 жителей: 227 женщин и 210 мужчин; 273 человека трудоспособного возраста (15–64 года), 69 детей в возрасте до 15 лет и 95 человек пенсионного возраста (65 лет и старше).
Численность населения посёлка Тори:
| Год  | 1975 | 2000  | 2011  | 2017  | 2018  | 2019 | 2020  | 2021  |
| ---- | ---- | ----- | ----- | ----- | ----- | ---- | ----- | ----- |
| Чел. | 456  | ↗ 537 | ↘ 457 | ↗ 464 | ↘ 451 | 451  | ↗ 456 | ↘ 437 |

## История
В письменных источниках 1528 года упоминается Turgila, 1560 года — Turgel (мыза), 1797 года — Torri M., 1923 года — Tori (поселение и церковное селение).
В XVI веке мыза Тургель была главной мызой Перновского комтурства, затем перешла в частную собственность, позже стала государственной мызой, которую в 1854 году взяло в аренду Ливонское рыцарство для организации коннозаводства. Посёлок Тори стал формироваться в конце XIX века, но до 1977 года назывался деревней Тыйа (эст. Tõia, в документах 1855–1859 годов упоминается как Тоя, на картах Российской империи 1846–1863 годов, в состав которой входила Лифляндия, обозначена как Теіакюля). При основании посёлка с ним было объединено поселение Тыйя (эст. Tõia asund). С посёлком также была объединена небольшая часть деревни Козе.

## Памятники культуры
- Ториская церковь

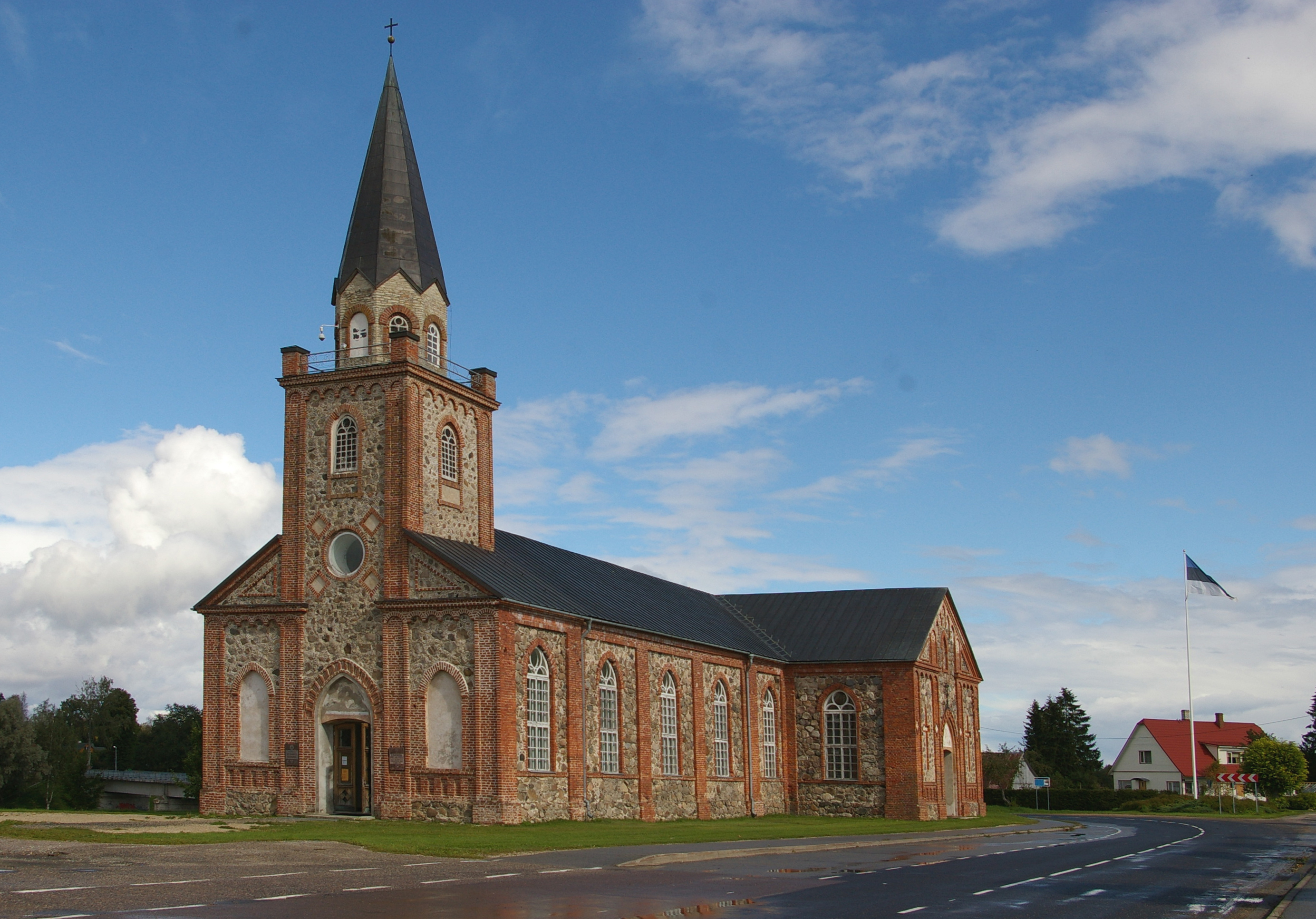
Ториская церковь

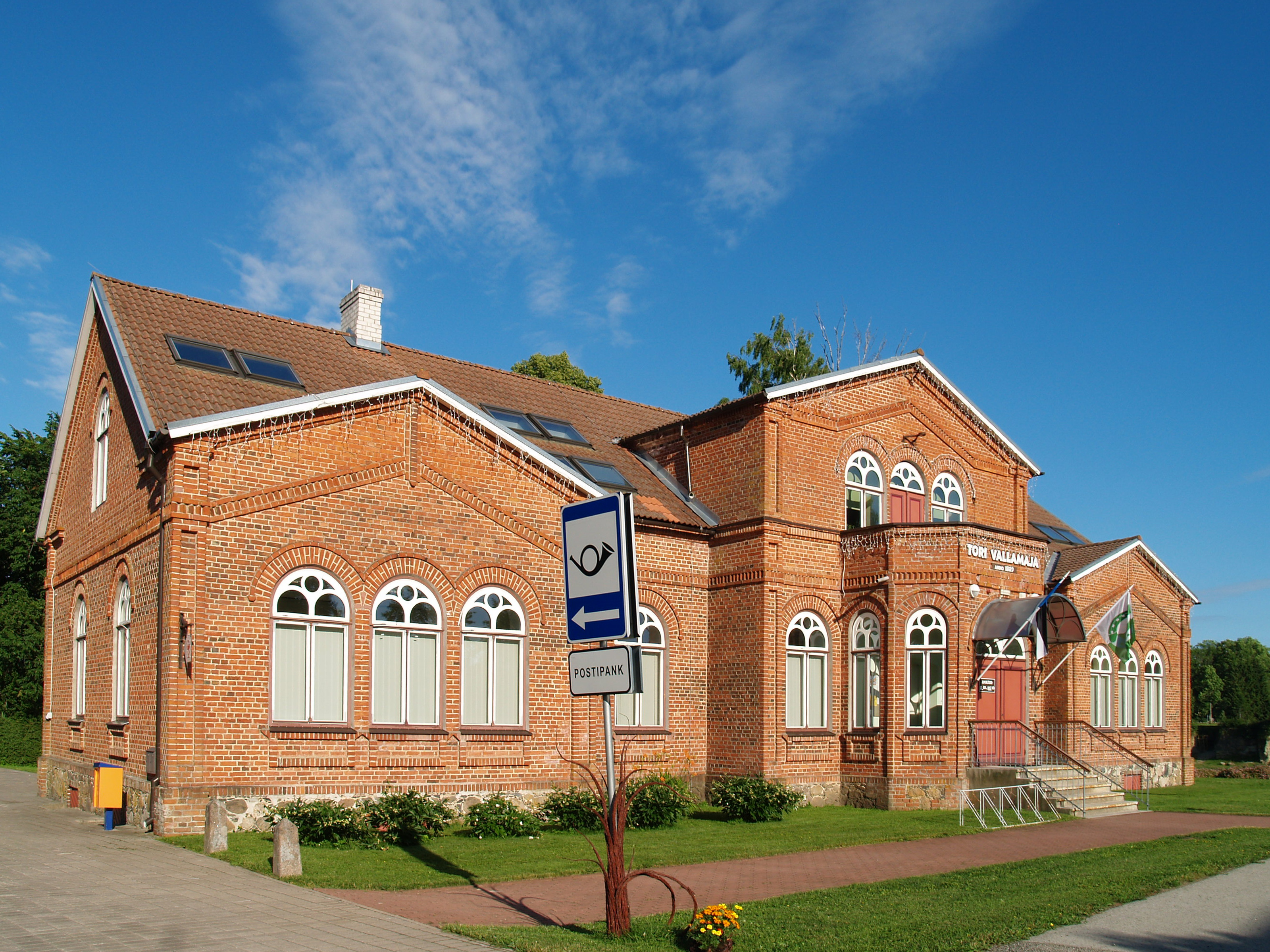
Новый волостной дом Тори

Типичный образец сакрального строения своего времени. Первоначальный общий вид — в стиле классицизма, современный — в стиле историзма. Построена в 1852–1854 годах на месте старой церкви (строительный мастер Passlack из Вильянди). В 1882–1883 годах рижский архитектор Сиверс (Sievers) спланировал трансепт между хорами и нефом, окна были сделаны с заострёнными дугами. Церковь горела в 1944 году. В 1989 году началось её восстановление. В 1994 году, когда была возведена крыша и алтарь из жерновов, начались регулярные богослужения. В 1996 году была построена ризница;
- старый волостной дом Тори

Общественное здание в стиле историзма. Играло существенную роль в социально-экономической жизни региона. Построено в XIX веке;
- новый волостной дом Тори

Хорошо сохранившееся и типичное для региона здание в стиле историзма. Построено в начале XX века. До начала Второй мировой войны использовалось как волостной дом, затем как больница и дом престарелых. В 2003 году было снова перестроено в волостной дом;
- арестный дом волости Тори.

Построен во второй половине XIX века. Небольшое здание в стиле историзма из красного кирпича с чистым швом с полувальмовой крышей. Фасады украшены множеством ниш и декоративных карнизов, характерных для историзма. Проёмы отмечены широкими белыми оштукатуренными рамами;
- Ториское кладбище

Лютеранское кладбище было основано в 1854 году, его православная часть — в 1970-х годах;
- ворота Ториского кладбища

Примечательный образец ворот в стиле неоготики. Построены во второй половине XIX века
- памятник Освободительной войне.

Установлен в 1923 году по проекту скульптора Антона Старкопфа, работу выполнил каменщик А. Пярн (A. Pärn). Взорван в августе 1945 года; его куски использовались при строительстве Ториского моста через реку Пярну. Пострадавший барельеф сохранил у себя дома Николай Кылварт (Nikolai Kõlvart), дед будущего мэра Таллина Михаила Кылварта. Памятник был восстановлен в 1989 году;
- братская могила советских воинов, павших во Второй мировой войне,  исторический памятник до 2023 года

Находится в поселковом парке. Площадь могилы около 30 м2. В 1958 году были установлены два памятник из сааремааского доломита высотой 1,56 метра. В 1985 году установлен дополнительный памятник высотой один метр, на котором нанесены имена трёх погибших.

В протоколе от 30 ноября 2022 года рабочая группа по советским памятникам при Госканцелярии Эстонии признала памятник на братской могиле «красным монументом», т. е. подлежащим демонтажу и замене на нейтральный. Памятник демонтирован в апреле 2023 года и заменён на новый: на поверхности земли тёмно-серая плита на белой плите несколько большего размера и с табличкой на эст. яз. «Жертвы Второй мировой войны»;
- главное здание мызы Торгель (нем. Torgel, эст. Tori mõis) и 16 её хозяйственных и вспомогательных построек: корчма, конюшни, водочная фабрика, кузница и пр.

## Монумент «Святой Юрий сражается с драконом»
20 августа 2003 года возле Ториской церкви в честь победы Эстонии в Освободительной войне и восстановления независимости Эстонии был установлен монумент «Святой Юрий сражается с драконом», автор — эстонский скульптор Мати Кармин. Это первый в Эстонии конный памятник.

## Ториская адская бездна

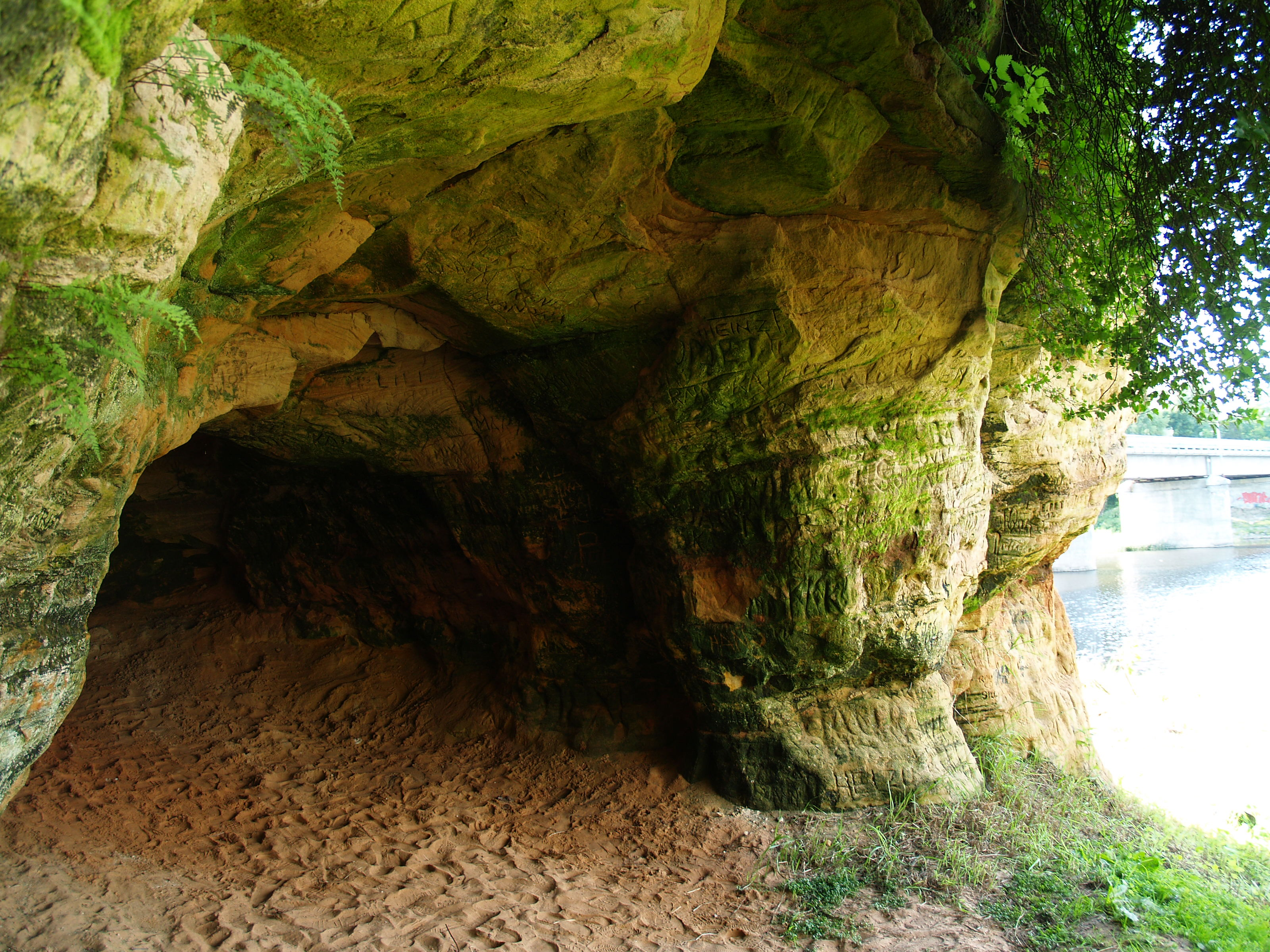
Ториское песчаное обнажение

Пещера «Ториская адская бездна» (эст. Tori põrgu) образовалась под действием родниковых вод в песчаном обнажении девонского периода на берегу реки Пярну. Диаметр входа в пещеру составлял 6 метров, длина прохода в «ад», по некоторым данным, — 32 метра. Свод пещеры рухнул в 1908 году, а в 1974 году обрушился и вход. В настоящее время в пещеру больше не пройти.

## Тори в эпосе «Калевипоэг»
Тори упоминается в эстонском народном эпосе «Калевипоэг», в десятой песне «Болото Кикерпяра * Золото водяного * Состязание в силе *  Уплата долга за меч * Колечко девы Ильманейтси», когда рассказывается, как гонец Калевипоэга убегает от водяного и его собратьев:
Был гонец ещё глубоко
Под землёй, как вдруг увидел,
Что летит ему навстречу
Сука, мать чертей болотных,
С кровожадными щенками.
В ад неслась она из Тори
Видно, досыта напарясь.

## Происхождение топонима
Название Тори произошло от личного имени, в частности, в Ливонии в XVI веке упоминается человек с именем Thore Sunde, в Финляндии — имена Tori, Thorijo, Torria, Torrio и др. Название Тыйа также происходит от личного имени, в частности, есть мужские имена Teije, Teye, Teio, Theye, Theyo, Thei.

## Галерея

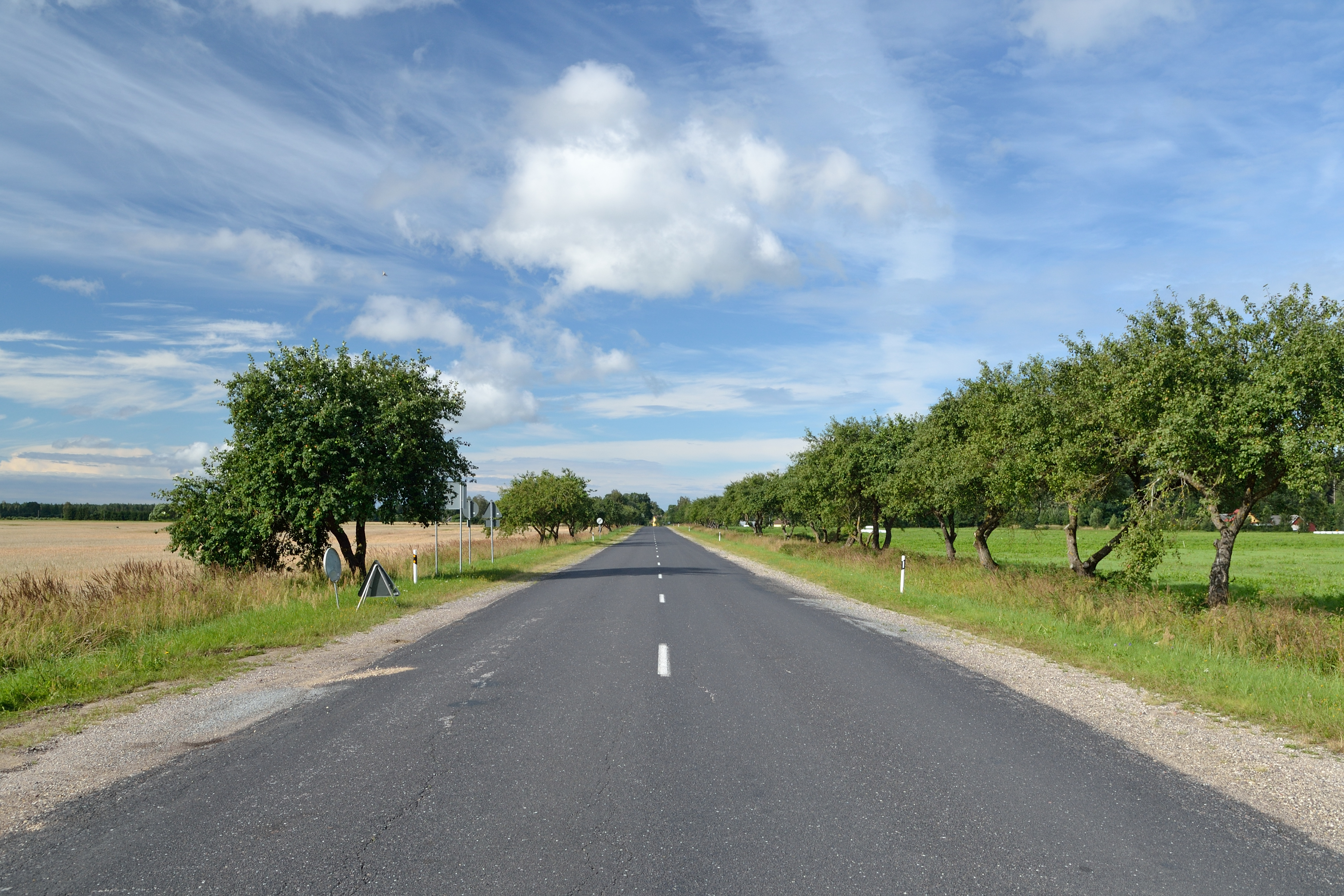
Шоссе Пярну — Тори в посёлке Тори
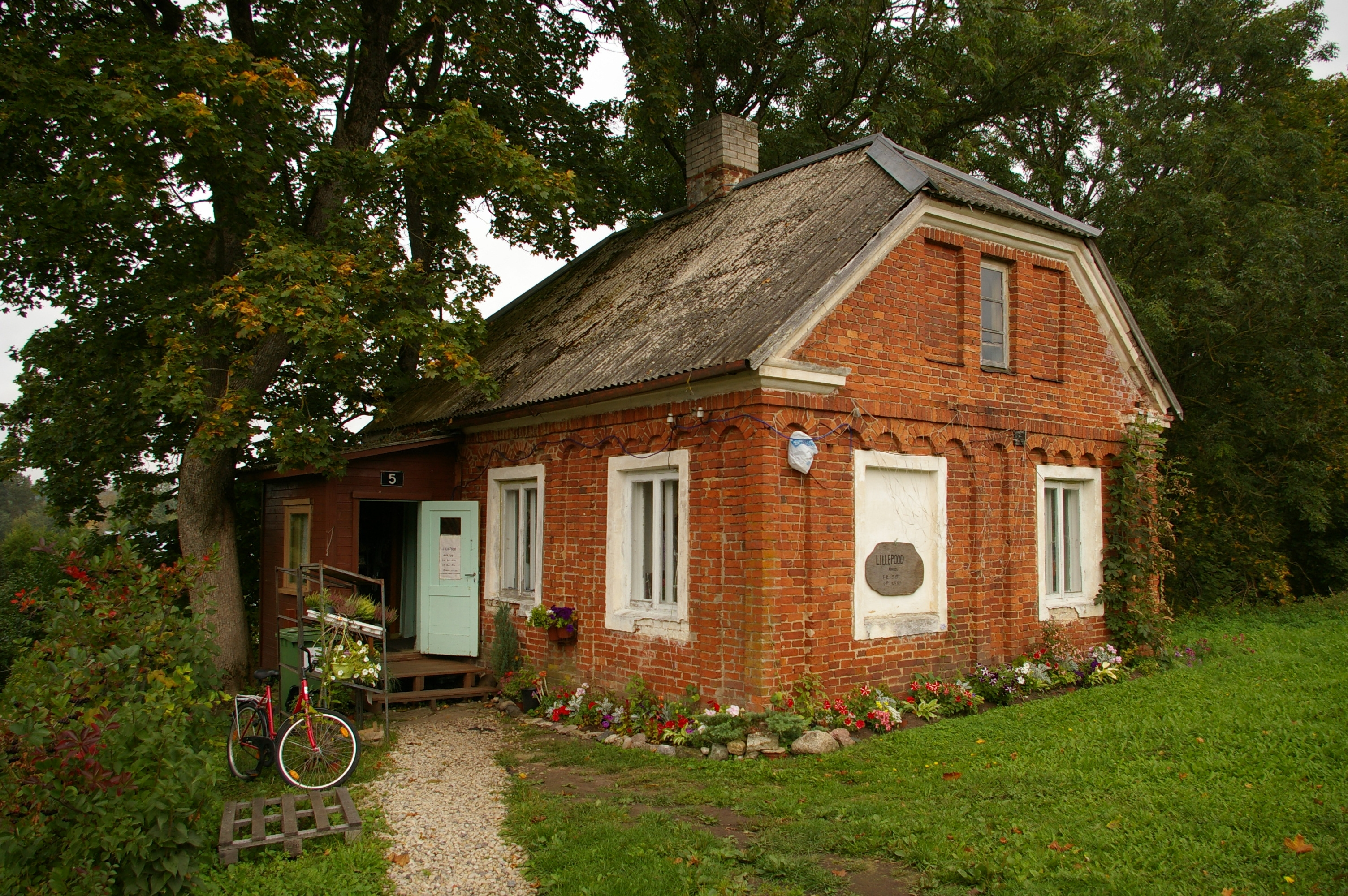
Памятник культуры: арестный дом волости Тори
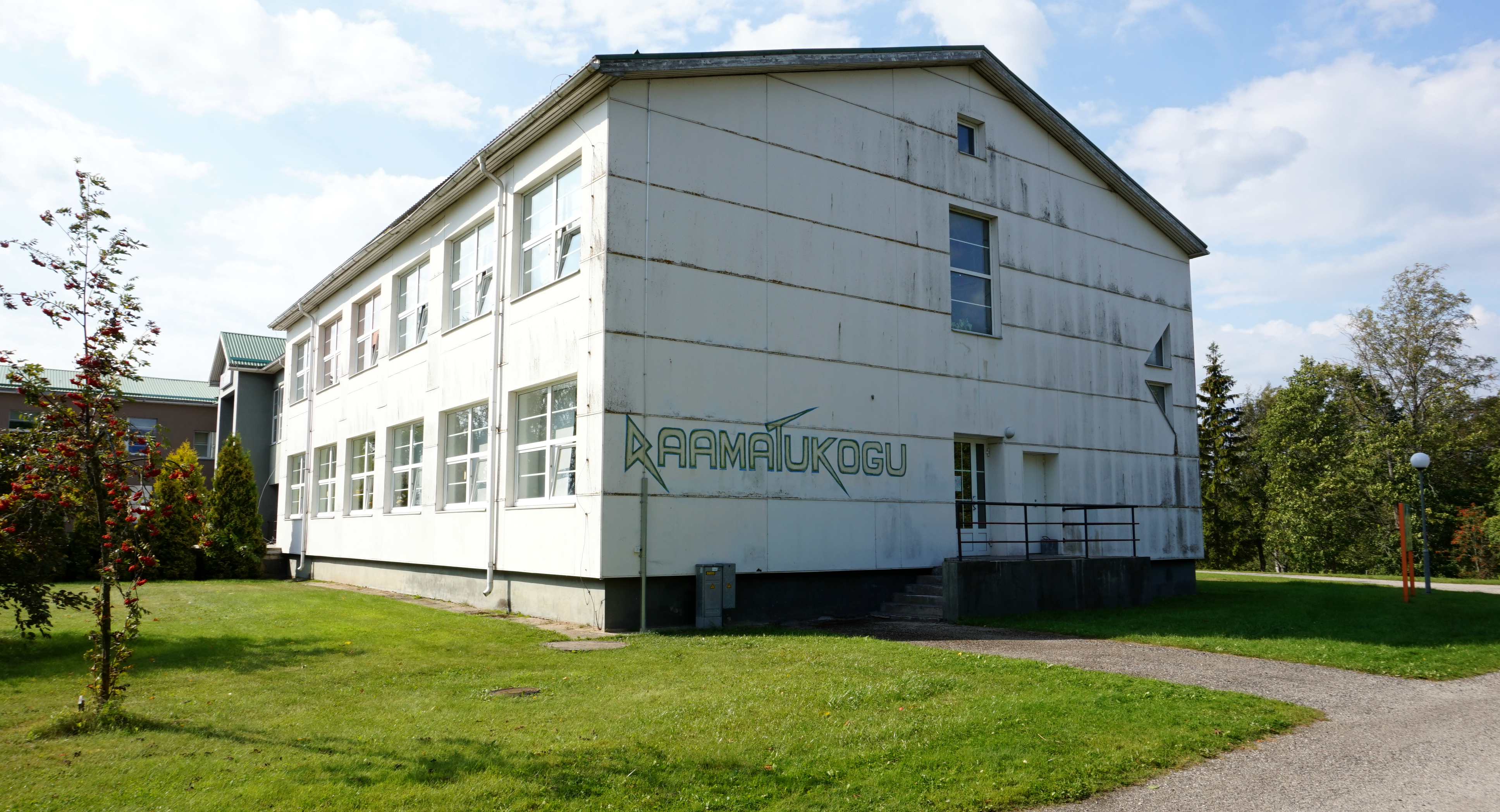
Ториская библиотека
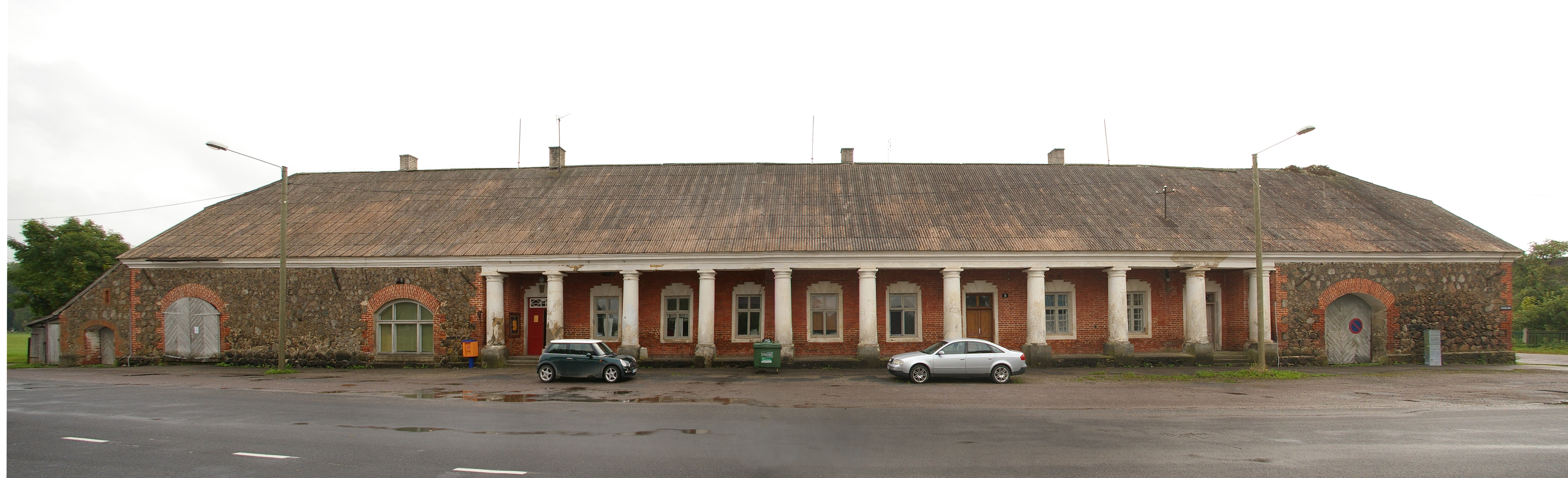
Корчма мызы Тори
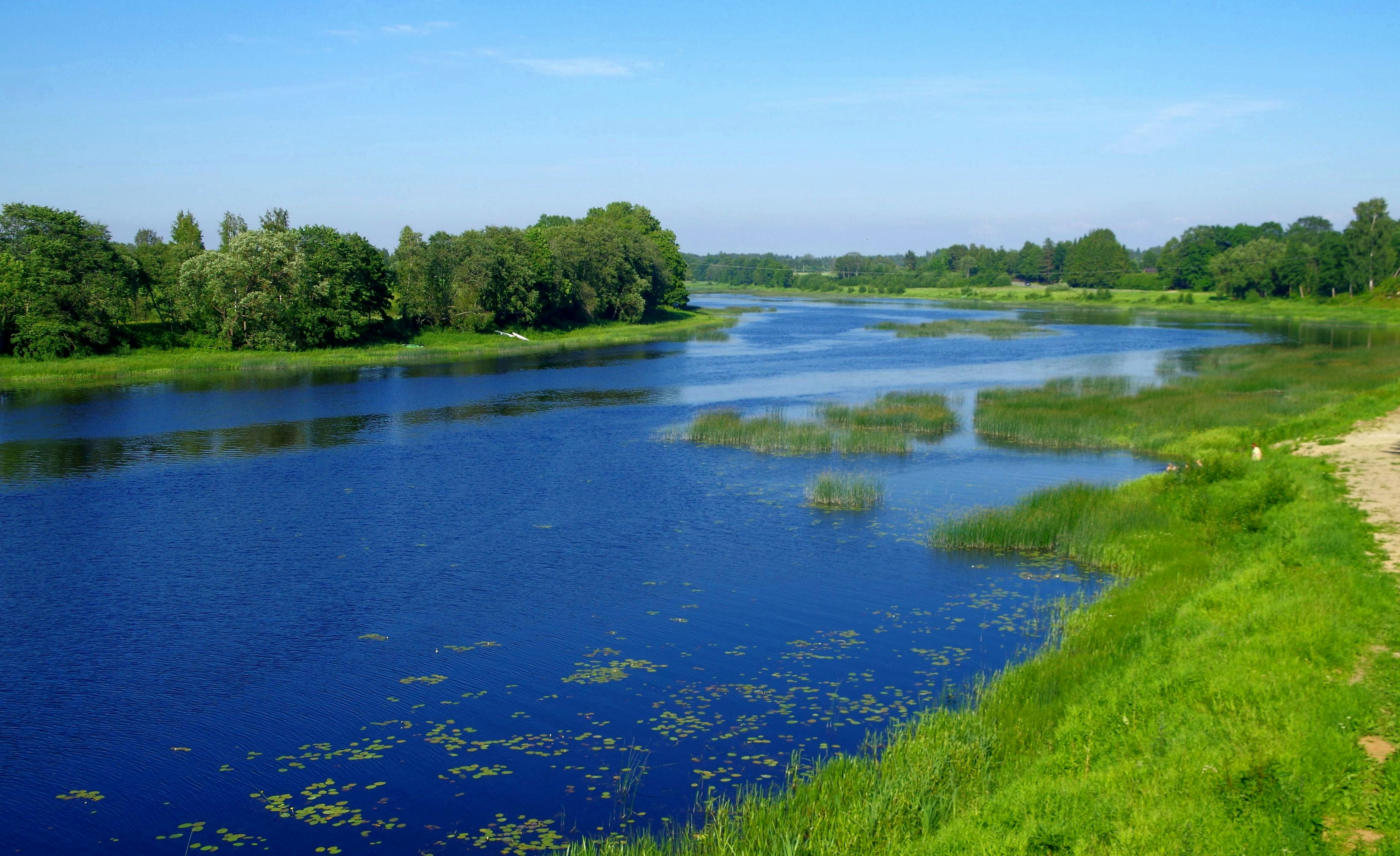
Река Пярну в посёлке Тори
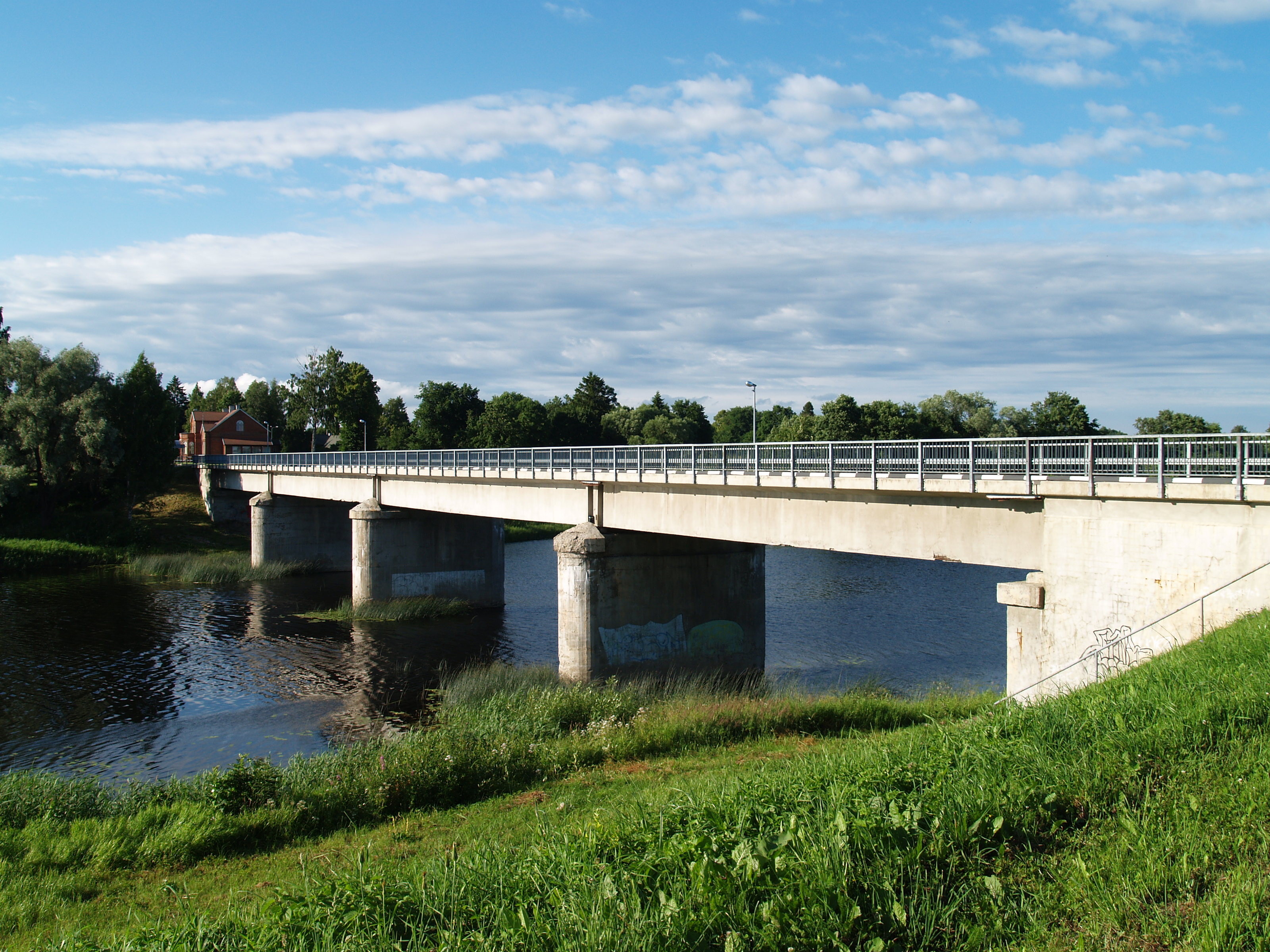
Ториский мост через реку Пярну
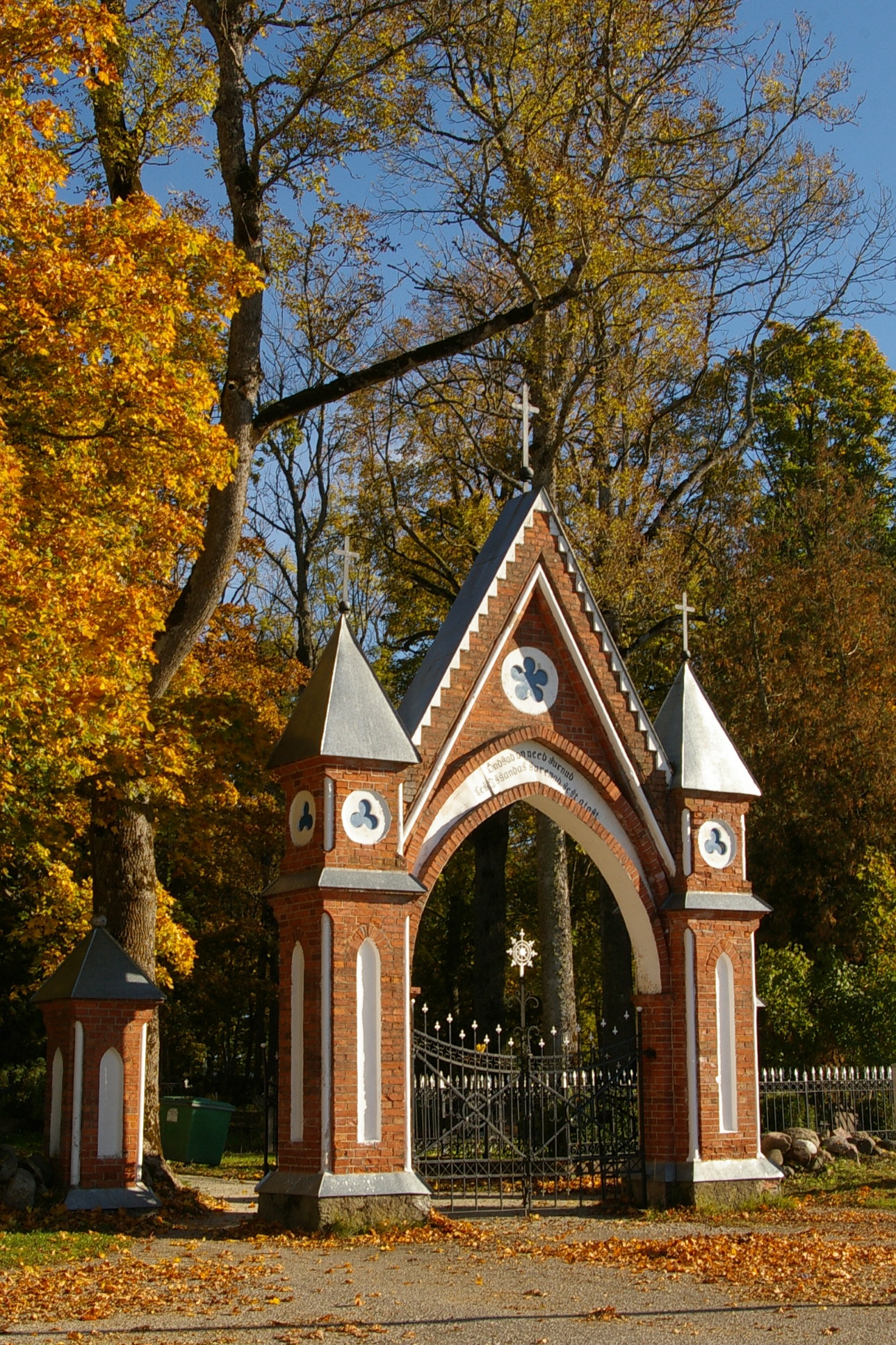
Ворота Ториского кладбища
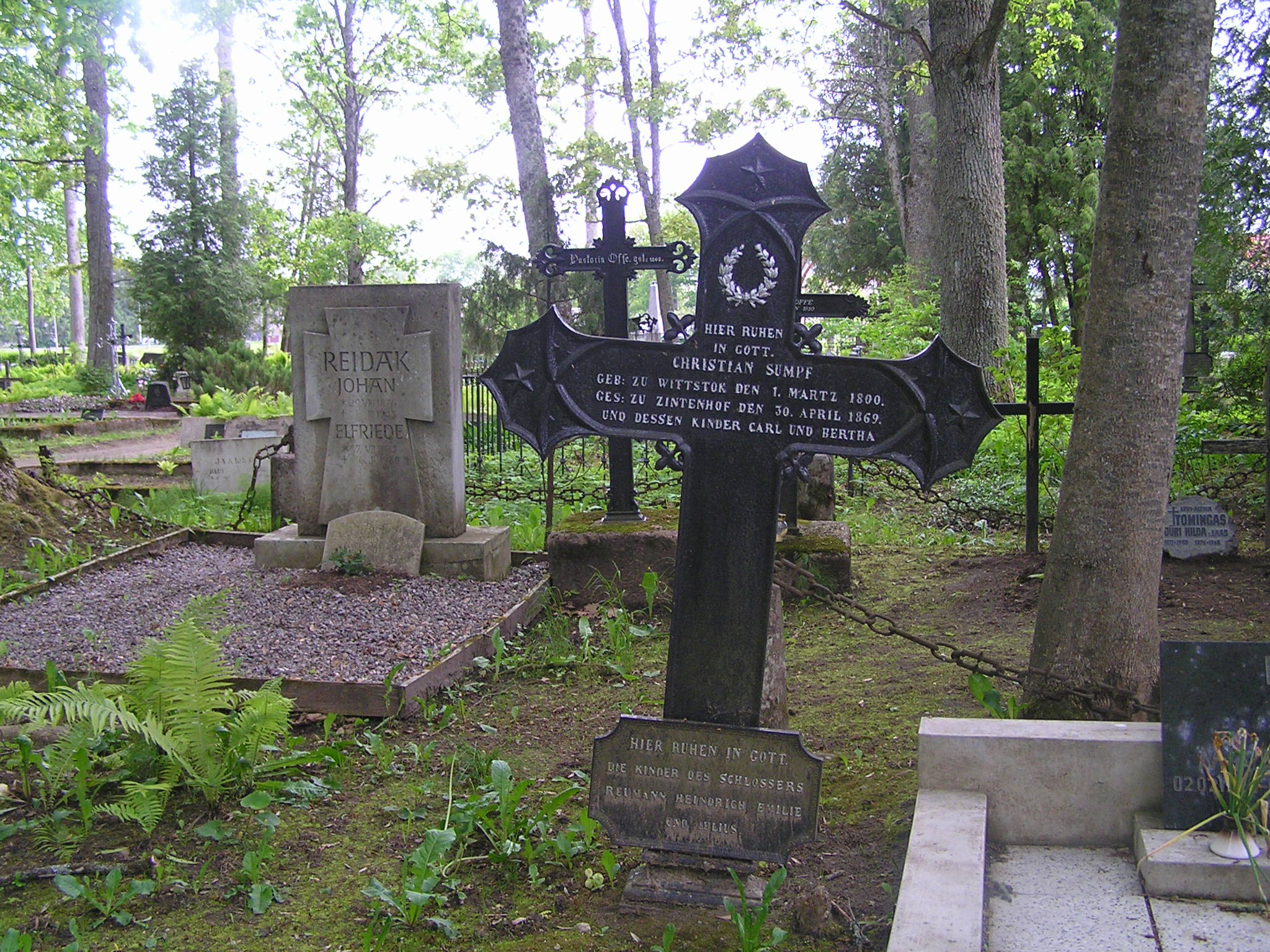
Ториское кладбище
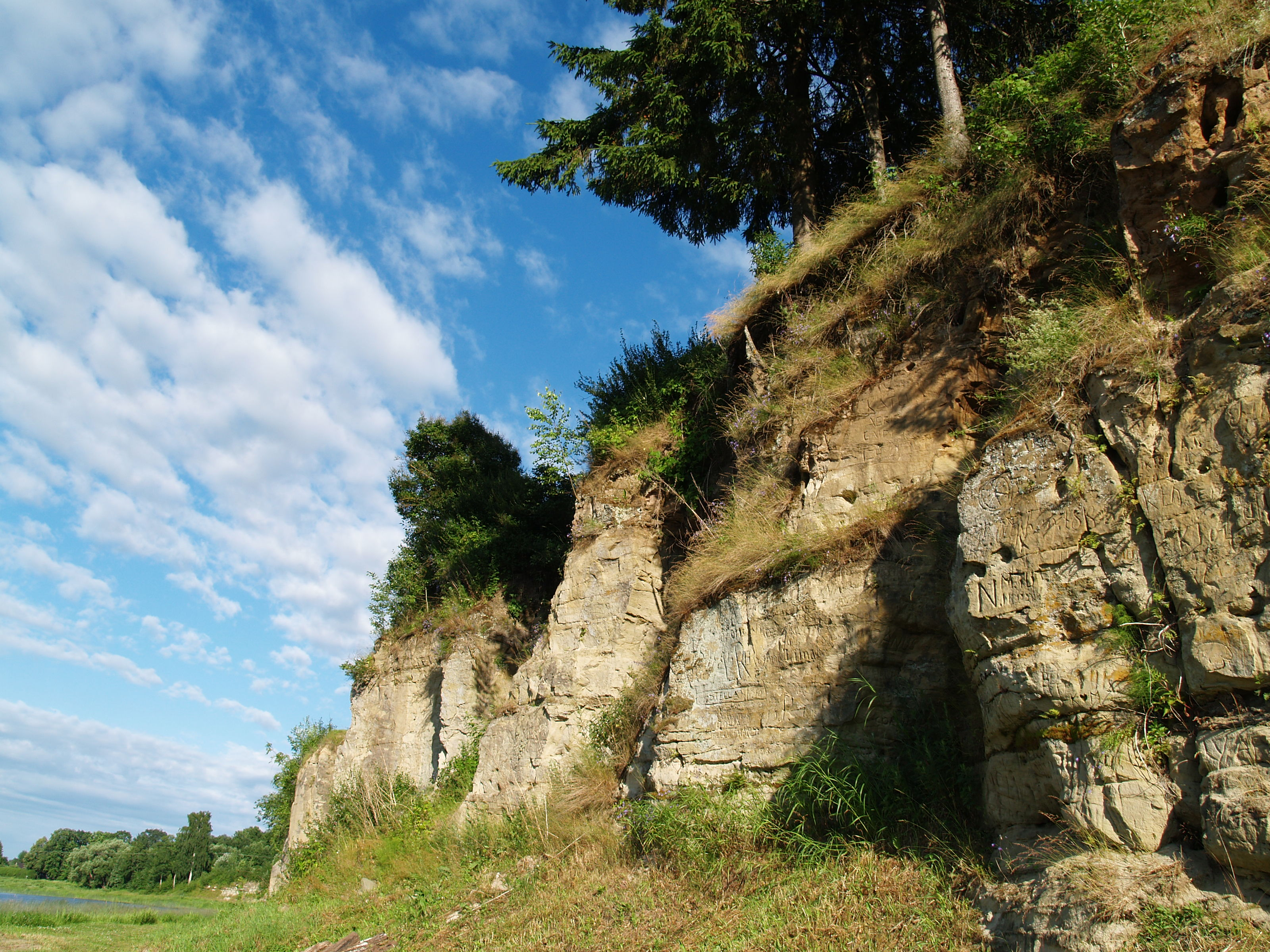
Ториское песчаное обнажение